# 芝麻螺
芝麻螺（学名：Planaxis sulcatus）是芝麻螺科芝麻螺属的一個海洋腹足纲软体动物物种。

## 型態描述
貝殼呈紡錘形，體螺層上具明顯螺肋，螺肋上有白相間的花紋，口蓋為圓形角質。
殻長 13 mm 至 35 mm 之間。

## 分佈
本物種分佈於印度洋-太平洋海域，見於紅海，印度洋的莫桑比克、肯雅、馬達加斯加、坦桑尼亞、毛里求斯等國及阿拉伯半島東部的海岸，查戈斯群岛、阿尔达布拉环礁、马斯克林群岛海盤及西太平洋的新加坡、马来西亚、印尼、中国大陆（福建、廣東、西沙）、台湾（澎湖、綠島、龜山島），常栖息在潮间带岩礁。在巴基斯坦海岸的Sonmiani Bay（Miani hor）亦有見過本物種的踪影。
- 王繼忠; 譚天錫. . 貝類學報 (中華民國貝類學會). 1979 （中文（繁體））.

- 譚天錫; 白振宇; 夏國經. . 貝類學報 (Bulletin of Malacology) (中華民國貝類學會 (The Malacological Society of Taiwan)). 1986, 12: 27–47 （英语）.
- Template:Shelldoc 100298
- Template:Shelldoc 100318
- 陳景林. . 貝友 (中華民國貝類學會). 2006, 32: 53–59  [2018-11-09] （中文（繁體））.

- Kuroda, Tokubei.  22 (4). 台北帝國大學理農學部紀要: 65–216. 1941  [2017-03-11].
- 張崑雄; 鄭明修. . 台灣內政部營建署墾丁國家公園管理處. 1989 （中文（繁體））.
- Template:Shelldoc 200014
- Template:Shelldoc 200015
- Template:Shelldoc 200018
- Template:Shelldoc 200019
- Template:Shelldoc 200020
- Template:Shelldoc 200021
- Template:Shelldoc 200022
- 鄭明修等.  四. 中華民國交通部觀光局東北角海岸國家風景區管理處. 1998: 124–134 （中文（繁體））.
- Template:Shelldoc 200084

## 寄生蟲
芝麻螺的寄生蟲有吸蟲綱楯吸蟲亞綱（Aspidogastrea）Lobatostoma屬的Lobatostoma manteri。

## 外部連結
- 維基物種上的相關：芝麻螺
- Hardy, Eddie. . Hardy's Internet Guide to Marine Gastropods. （原始内容存档于2020-06-28） （英语）.